# 桑蒂亚
桑蒂亚（義大利語：Santhià），是意大利韦尔切利省的一个市镇。总面积53.32平方公里，人口9060人，人口密度169.9人/平方公里（2009年）。ISTAT代码为002133。